# Хризостом (Циринкас)
Митрополи́т Хризосто́м (греч. Μητροπολίτης Χρυσόστομος, в миру Гео́ргиос Циринкас греч. Γεώργιος Τσιρίγκας; род. 26 ноября 1957, Афины, Греция) — епископ Элладской православной церкви (формально также Константинопольской православной церкви), митрополит Никопольский и Превезский (с 2012).

## Биография
Родился 26 ноября 1957 года в Афинах.
Обучался на юридическом факультете Афинского университета, а позднее там же окончил богословский институт.
20 ноября 1993 года архимандритом Христофором (Пападопуло) был пострижен в монашество в монастыре Патраки и 1 декабря 1993 года митрополитом Гревенским Сергием (Сигаласом) был рукоположён в сан иеродиакона.
28 мая 1995 года митрополитом Дамаскиным (Карпафакисом) был рукоположён в сан иеромонаха. В 1996 году назначен священником церкви Святого Николая в Патисие.
В 2000 году был назначен секретарём Священного синода Элладской православной церкви.
5 октября 2012 года решением Священного синода Элладской православной церкви избран для рукоположения в сан митрополита Никопольского и Превезского. 6 октября в церкви Святого Николая в Ахарне хиротонисан в архиерейский сан.
22 ноября 2012 года в соборе Святого Николая в Превезе, а затем в церкви святых Константина и Елены состоялся чин интронизации, в котором приняли участие архиепископ Афинский Иероним и ряд митрополитов.